# Nkaka
Nkaka är ett vattendrag i Burundi.   Det ligger i provinsen Ngozi, i den norra delen av landet, 80 km nordost om huvudstaden Bujumbura.
Omgivningarna runt Nkaka är en mosaik av jordbruksmark och naturlig växtlighet. Runt Nkaka är det tätbefolkat, med 427 invånare per kvadratkilometer.